# Hernán Sánchez de Badajoz
Hernán Sánchez de Badajoz o bien Fernán Sánchez (Badajoz de la Extremadura leonesa, Corona de Castilla, 1490 – f. Corona de España, 1546) era un conquistador español nombrado provisionalmente por la real audiencia panameña como adelantado de Costa Rica y gobernador de Veragua Real pero dichos nombramientos fueron revocados por la Corona española.

## Biografía hasta el viaje a Panamá

### Origen familiar y primeros años
Hernán Sánchez de Badajoz había nacido en el año 1490, en la ciudad de Badajoz de la Extremadura del Reino de León, que a su vez formaba parte de la Corona de Castilla. Se desconoce otros datos de su vida y se supone que fuera hermano del clérigo-dramaturgo Diego Sánchez de Badajoz, quien tenía a su cargo la iglesia de la villa de Talavera la Real, cerca de Badajoz.

### Viaje con Pedrarias a Tierra Firme
En junio de 1514 llegaba a Tierra firme con Pedrarias Dávila y participaba en el traslado y la refundación de Santa María de la Antigua del Darién, después contribuía a la pacificación de aquella zona, contribuyendo además a la fundación de Panamá en 1519, y posteriormente, en 1526, pasaba a la conquista de Nicaragua.
En 1530, llegaba nuevamente a Panamá, y al entablar amistad con Francisco Pizarro y Diego de Almagro, en 1532 se integraba en la conquista de Perú.

### Traslado al territorio peruano
Después de los acontecimientos suscitados y de los drásticos cambios sociopolíticos que había experimentado el territorio peruano, en 1535 Sánchez de Badajoz estaba en Cuzco y formaba parte del pelotón de caballería que mandaba Juan (hermano de Francisco Pizarro). En los preliminares de la gran rebelión indígena que organizó Manco Inca. 
Sánchez de Badajoz formaba parte de los 60 soldados que mandaba Juan Pizarro y que por indicaciones de su hermano Hernando Pizarro, habían salido de Cuzco para dispersar a los indios que se estaban reuniendo en el valle de Yucay. A duras penas, y atacados en su regreso, pudieron esquivar la arremetida y volver nuevamente hasta la ciudad.
Manco ya contaba con un considerable número de indígenas, que se aproximaban a los 100 000. Aunque los generales querían atacar de inmediato la ciudad de Cuzco, Manco prefería esperar para reunir mayores efectivos y lanzar el ataque contra los españoles en el momento más oportuno.
En ese entonces, los españoles se encontraban encerrados en Cuzco, con apenas 190 soldados y 80 caballos, mientras los indígenas que rodeaban la ciudad superaban ampliamente los 100 000. Los españoles hacían algunas salidas para dispersar a los grupos que se concentraban en el llano, pero estos huían hacia las laderas, donde los caballos no podían maniobrar con facilidad.
Los indígenas habían establecido el cuartel general en la fortaleza de Sacsayhuamán y el 6 de mayo de 1536, las fuerzas de Manco daban el primer ataque a Cuzco bajando desde las montañas, penetrando en la ciudad  y avanzando por las empinadas callejuelas en las que peleaban cuerpo a cuerpo indígenas y españoles; mientras peleaban con ardor, los de Manco prendían fuego a la techumbre de las edificaciones y como eran todas de paja, entre el calor y el humo la situación se volvió peligrosa para los pocos españoles que se encontraban en el recinto

### Toma de Sacsayhuamán
Los atacantes indígenas más arrojados se encontraban al amparo de la cercana fortaleza de Sacsayhuamán, y la salvación de los españoles dependía de tomar aquel inexpugnable baluarte. Con esta intención, y a la desesperada, un considerable número de jinetes abandonan el recinto al mando de Gonzalo Pizarro y Ponce de León, y dando un gran rodeo se acercaron hasta los muros de la fortaleza. Juan Pizarro, por otro lado con sus jinetes, también se acercaron al baluarte.
En aquel desesperado ataque, una piedra arrojada desde lo alto de la fortaleza, alcanzaba en la cabeza de Juan Pizarro y moría por aquel impacto. Al día siguiente continuaba el intento de los españoles para desalojar la fortaleza pero era imposible. Sin otra opción, los españoles aplicaron métodos europeos de asedio y fabricaron escaleras de asalto. De parte de los españoles, aquel día se produjeron verdaderas proezas, según cuenta un cronista:

…un caballero que se llamaba Fernán Sánchez de Badajoz , dijo a otros soldados que le a echar una escala a la fortaleza porque no había puerta ninguna por do entrar…, todos le rogaron que no hiciese tal cosa que lo matarían los indios, y echada la escala subió por ella con gran peligro de piedras que recibía en una adarga que llevaba, y por esta escala subió hasta una ventana y entrando en la estancia trabó pelea con la indiada y los hizo huir… y yendo peleando alrededor de la torre del homenaje vio que descendía una cuerda gruesa y observando que los indios huían, metió la espada en su talabarte y gateo por la pared con ayuda de la soga hasta alcanzar la parte superior… desde allí se asomó para decirles a los compañeros que estaban abajo que estaba libre el camino y que lo demás entraran en la fortaleza…

Aquella arriesgada acción de Sánchez de Badajoz fue el preludio de la derrota de la indiada de Manco Cápac y la salvación de los españoles que se encontraban sitiados en Cuzco. De todas formas, aquella cruenta guerra duró hasta finales de agosto de 1536.

### Vuelta a Panamá
Como estuvo en peligro de muerte durante el ataque indígena, puesto que tenía suficiente oro, dejaba el Perú y se establecía de nuevo en Panamá, donde en premio a su proeza lo nombraron oidor de la Real Chancillería de Tierra Firme y se casaba con María Pérez de Robles y Jofre, hija de Francisco Pérez de Robles, primer presidente de la Real Audiencia de Panamá, y Juana Jofré Niño de Guevara, con la que tuvo varios hijos.
Como consecuencia de la creación del Ducado de Veragua, la audiencia panameña bajo cuya jurisdicción se hallaba la Veragua Real que estaba comprendida entre el territorio que se extendía desde la isla Escudo de Veraguas y el cabo Gracias a Dios, decidió dar a la región el nombre de Costa Rica, que se usó por primera vez oficialmente.

## Gobernador de Veragua Real y adelantado provisional
En 1539 las autoridades nombraron gobernador a Sánchez de Badajoz y le concedían además el título provisional de adelantado de Costa Rica. Sánchez de Badajoz llegó a territorio costarricense en abril de 1540 a la cuenca del río Sixaola y en la margen sur de este, en territorios que hoy pertenecen a Panamá, fundó la efímera ciudad de Badajoz (haciendo alusión a su ciudad natal, la homónima Badajoz peninsular), a cuyo puerto dio el nombre de San Marcos. También erigió en las lomas de Corotapa una fortaleza a la que llamó Marbella. En su estancia en aquella comarca, el conquistador entabló buenas relaciones con los indígenas de la región, especialmente con el rey nahua Coaza.

### Invasión del gobernador de Nicaragua
Con la anulación de los nombramientos de Sánchez Badajoz por la Corona española, fue desautorizada la expedición, que luego fue interrumpida en 1541 por el codicioso gobernador de Nicaragua, Rodrigo de Contreras, quien sin tener autoridad o jurisdicción en la zona aludida, sorpresivamente llegó al poblado de Badajoz y atacó militarmente al fundador destruyendo su obra colonizadora. Sánchez de Badajoz fue vencido por Contreras, quien autoritariamente se apoderó de sus bienes y lo remitió preso a España en 1542. 
Además de esta arbitrariedad, Rodrigo de Contreras cometió graves crueldades con los soldados de Sánchez de Badajoz, mandó ejecutar a varios de ellos y trató bárbaramente a los indígenas de la región, pero no continuó con la empresa colonizadora, por lo que inmediatamente regresaba a Nicaragua.

### Extinción de la gobernación
Para entonces, la Veragua Real había desaparecido oficialmente como circunscripción, ya que el 29 de noviembre de 1540 su territorio fue unificado por la Corona con otros de la vertiente del Pacífico, hasta entonces pertenecientes a Castilla de Oro, para crear con ambos la gobernación de Nueva Cartago y Costa Rica.

### Fallecimiento
Hernán Sánchez de Badajoz fallecería en España en el año 1546.